# 孟氏甕鰩
孟氏甕鰩（學名：Okamejei mengae），為軟骨魚綱鰩目鰩科鯆魮屬的一種，分布於西北太平洋中國海域，體長可達48.6公分，棲息在近海海域，為底棲性魚類，肉食性，卵生，生活習性不明。